# Населення Бутану
Населення Бутану. Чисельність населення країни 2015 року становила 741,9 тис. осіб (165-те місце у світі). Чисельність бутанців стабільно збільшується, народжуваність 2015 року становила 17,78 ‰ (106-те місце у світі), смертність — 6,69 ‰ (141-ше місце у світі), природний приріст — 1,11 % (112-те місце у світі) . 

## Природний рух

### Відтворення
Народжуваність у Бутані, станом на 2015 рік, дорівнює 17,78 ‰ (106-те місце у світі). Коефіцієнт потенційної народжуваності 2015 року становив 1,97 дитини на одну жінку (128-ме місце у світі). Рівень застосування контрацепції 65,6 % (станом на 2010 рік).
Смертність у Бутані 2015 року становила 6,69 ‰ (141-ше місце у світі).
Природний приріст населення у країні 2015 року становив 1,11 % (112-те місце у світі).

### Вікова структура

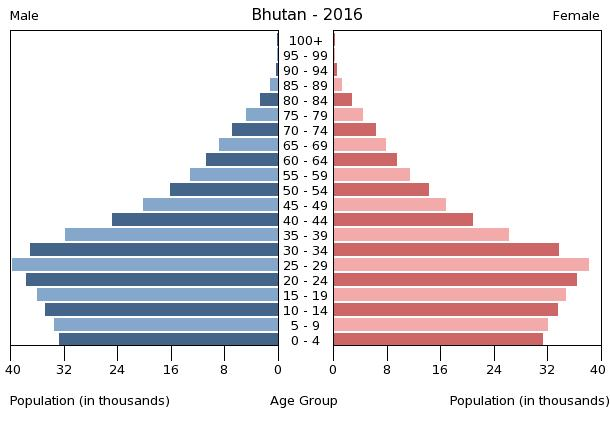
Віково-статева піраміда населення Бутану, 2016 рік

Середній вік населення Бутану становить 27,2 року (144-те місце у світі): для чоловіків — 27,7, для жінок — 26,6 року. Очікувана середня тривалість життя 2015 року становила 69,51 року (158-ме місце у світі), для чоловіків — 68,56 року, для жінок — 70,51 року.
Вікова структура населення Бутану, станом на 2015 рік, виглядає таким чином:
- діти віком до 14 років — 26,76 % (101 418 чоловіків, 97 131 жінки);
- молодь віком 15—24 роки — 19,68 % (74 373 чоловіки, 71 600 жінок);
- дорослі віком 25—54 роки — 41,6 % (164 520 чоловіків, 144 089 жінок);
- особи передпохилого віку (55—64 роки) — 5,85 % (23 271 чоловік, 20 144 жінки);
- особи похилого віку (65 років і старіші) — 6,12 % (23 754 чоловіки, 21 618 жінок)[1].

## Розселення
Густота населення країни 2015 року становила 20,3 особи/км² (196-те місце у світі). Сен-Бартельмі
Густота населення країни 2015 року становила 425 осіб/км² (28-ме місце у світі). Бутан

### Урбанізація
Бутан середньоурбанізована країна. Рівень урбанізованості становить 38,6 % населення країни (станом на 2015 рік), темпи зростання частки міського населення — 3,69 % (оцінка тренду за 2010—2015 роки).
Головні міста держави: Тхімпху (столиця) — 152,0 тис. осіб (дані за 2014 рік).

### Міграції
Річний рівень еміграції 2015 року становив 0 ‰ (105-те місце у світі). Цей показник не враховує різниці між законними і незаконними мігрантами, між біженцями, трудовими мігрантами та іншими.
Бутан є країною-спостерігачем в Міжнародної організації з міграції (IOM).

## Расово-етнічний склад
| Етнічний склад (2015 рік) | Етнічний склад (2015 рік) | Етнічний склад (2015 рік) | Етнічний склад (2015 рік) | Етнічний склад (2015 рік) |
| ------------------------- | ------------------------- | ------------------------- | ------------------------- | ------------------------- |
| Етнос:                    |                           |                           | Відсоток:                 |                           |
| бхотія                    | бхотія                    |                           | 50%                       | 50%                       |
| непальці                  | непальці                  |                           | 35%                       | 35%                       |
| інші                      | інші                      |                           | 15%                       | 15%                       |

Головні етноси країни: бхотія — 50 %, непальці — 35 %, місцеві, або неаборигенні племена — 15 % населення.

### Українська діаспора
Бутан

## Мови
| Мови Бутану (2005 рік) | Мови Бутану (2005 рік) | Мови Бутану (2005 рік) | Мови Бутану (2005 рік) | Мови Бутану (2005 рік) |
| ---------------------- | ---------------------- | ---------------------- | ---------------------- | ---------------------- |
| Мова:                  |                        |                        | Відсоток:              |                        |
| дзонгкха               | дзонгкха               |                        | 24%                    | 24%                    |
| шарчопкха              | шарчопкха              |                        | 28%                    | 28%                    |
| непальська             | непальська             |                        | 22%                    | 22%                    |
| інші                   | інші                   |                        | 26%                    | 26%                    |

 Бутан
Офіційна мова: дзонгкха (дзонг-ке) — 24 % (переважно бхотія західного Бутану). Інші поширені мови: шарчопкха (цангла) — 28 % (переважно бхотія східного Бутану), непальська (лхоцхамха) 22 % (переважно населення південного Бутану), інші мови — 26 % (оцінка 2005 року). Загалом етнологи налічують 25 мов у Бутані. Близько 109 тисяч іммігрантів розмовляють асамською мовою.

## Релігії
| Релігії в Бутані (2005 рік) | Релігії в Бутані (2005 рік) | Релігії в Бутані (2005 рік) | Релігії в Бутані (2005 рік) | Релігії в Бутані (2005 рік) |
| --------------------------- | --------------------------- | --------------------------- | --------------------------- | --------------------------- |
| Віросповідання:             |                             |                             | Відсоток:                   |                             |
| буддисти                    | буддисти                    |                             | 75.3%                       | 75.3%                       |
| індуїсти                    | індуїсти                    |                             | 22.1%                       | 22.1%                       |
| інші                        | інші                        |                             | 2.6%                        | 2.6%                        |

Головні релігії й вірування, які сповідує, і конфесії та церковні організації, до яких відносить себе населення країни: ламаїстський буддизм, переважно шкіл Друкпа Каг'ю або Ньїнгма (обидва відносяться до напряму махаяни) — 75,3 %, індуїзм — 22,1 %, інші — 2,6 % (станом на 2005 рік).

## Освіта
Рівень письменності 2015 року становив 64,9 % дорослого населення (віком від 15 років): 73,1 % — серед чоловіків, 55 % — серед жінок.
Державні витрати на освіту становлять 5,9 % ВВП країни, станом на 2014 рік (86-те місце у світі). Бутан Середня тривалість освіти становить 13 років, для хлопців — до 12 років, для дівчат — до 13 років (станом на 2013 рік).

## Охорона здоров'я
Забезпеченість лікарями у країні на рівні 0,26 лікаря на 1000 мешканців (станом на 2012 рік). Забезпеченість лікарняними ліжками в стаціонарах — 1,8 ліжка на 1000 мешканців (станом на 2012 рік). Загальні витрати на охорону здоров'я 2014 року становили 3,6 % ВВП країни (167-ме місце у світі).
Смертність немовлят до 1 року, станом на 2015 рік, становила 35,91 ‰ (61-ше місце у світі); хлопчиків — 36,27 ‰, дівчаток — 35,53 ‰. Рівень материнської смертності 2015 року становив 148 випадків на 100 тис. народжень (59-те місце у світі).
Бутан входить до складу ряду міжнародних організацій: Міжнародного руху (ICRM) і Міжнародної федерації товариств Червоного Хреста і Червоного Півмісяця (IFRCS), Дитячого фонду ООН (UNISEF), Всесвітньої організації охорони здоров'я (WHO).

### Захворювання
Потенційний рівень зараження інфекційними хворобами в країні високий. Найпоширеніші інфекційні захворювання: діарея, гепатит А, черевний тиф, гарячка денге (станом на 2016 рік).
2014 року зареєстровано 0,6 тис. хворих на СНІД (123-тє місце в світі), це 0,13 % населення в репродуктивному віці 15—49 років (110-те місце у світі). Дані про кількість смертей від цієї хвороби за 2014 рік відсутні.
Частка дорослого населення з високим індексом маси тіла 2014 року становила 5,9 % (154-те місце у світі); частка дітей віком до 5 років зі зниженою масою тіла становила 12,8 % (оцінка на 2010 рік). Ця статистика показує як власне стан харчування, так і наявну/гіпотетичну поширеність різних захворювань.

### Санітарія
Доступ до облаштованих джерел питної води 2015 року мало 100 % населення в містах і 100 % у сільській місцевості; загалом 100 % населення країни. Бутан Відсоток забезпеченості населення доступом до облаштованого водовідведення (каналізація, септик): в містах — 77,9 %, у сільській місцевості — 33,1 %, загалом по країні — 50,4 % (станом на 2015 рік). Споживання прісної води, станом на 2008 рік, дорівнює 0,34 км³ на рік, або 458 тонни на одного мешканця на рік: з яких 5 % припадає на побутові, 1 % — на промислові, 94 % — на сільськогосподарські потреби.

## Соціально-економічне становище
Співвідношення осіб, що в економічному плані залежать від інших, до осіб працездатного віку (15—64 роки) загалом становить 46,9 % (станом на 2015 рік): частка дітей — 39,5 %; частка осіб похилого віку — 7,4 %, або 13,4 потенційно працездатного на 1 пенсіонера. Загалом ці показники характеризують рівень затребуваності державної допомоги в секторах освіти, охорони здоров'я і пенсійного забезпечення, відповідно. За межею бідності 2012 року перебувало 12 % населення країни. Розподіл доходів домогосподарств в країні виглядає таким чином: нижній дециль — 2,8 %, верхній дециль — 30,6 % (станом на 2012 рік).
Станом на 2012 рік, в країні 187,5 тис. осіб не має доступу до електромереж; 76 % населення має доступ, в містах цей показник дорівнює 100 %, у сільській місцевості — 53 %. Рівень проникнення інтернет-технологій середній. Станом на липень 2015 року в країні налічувалось 295 тис. унікальних інтернет-користувачів (155-те місце у світі), що становило 39,8 % загальної кількості населення країни.

### Трудові ресурси
Загальні трудові ресурси 2015 року становили 348,8 тис. осіб (161-ше місце у світі). У країні відчувається нестача кваліфікованої робочої сили і всіх видів технічного персоналу. Зайнятість економічно активного населення у господарстві країни розподіляється таким чином: аграрне, лісове і рибне господарства — 57 %; промисловість і будівництво — 21 %; сфера послуг — 22 % (станом на 2014 рік). 25,80 тис. дітей у віці від 5 до 14 років (18 % загальної кількості) 2010 року були залучені до дитячої праці. Безробіття 2014 року дорівнювало 2,6 % працездатного населення, 2013 року — 2,9 % (17-те місце у світі); серед молоді у віці 15—24 років ця частка становила 9,6 %, серед юнаків — 9,2 %, серед дівчат — 9,9 % (119-те місце у світі).

## Кримінал

### Торгівля людьми
Згідно зі щорічною доповіддю про торгівлю людьми (англ. Trafficking in Persons Report) Управління з моніторингу та боротьби з торгівлею людьми Державного департаменту США, уряд Бутану докладає значних зусиль у боротьбі з явищем примусової праці, сексуальної експлуатації, незаконною торгівлею внутрішніми органами, але законодавство відповідає мінімальним вимогам американського закону 2000 року щодо захисту жертв (англ. Trafficking Victims Protection Act’s) не в повній мірі, країна перебуває у списку другого рівня.

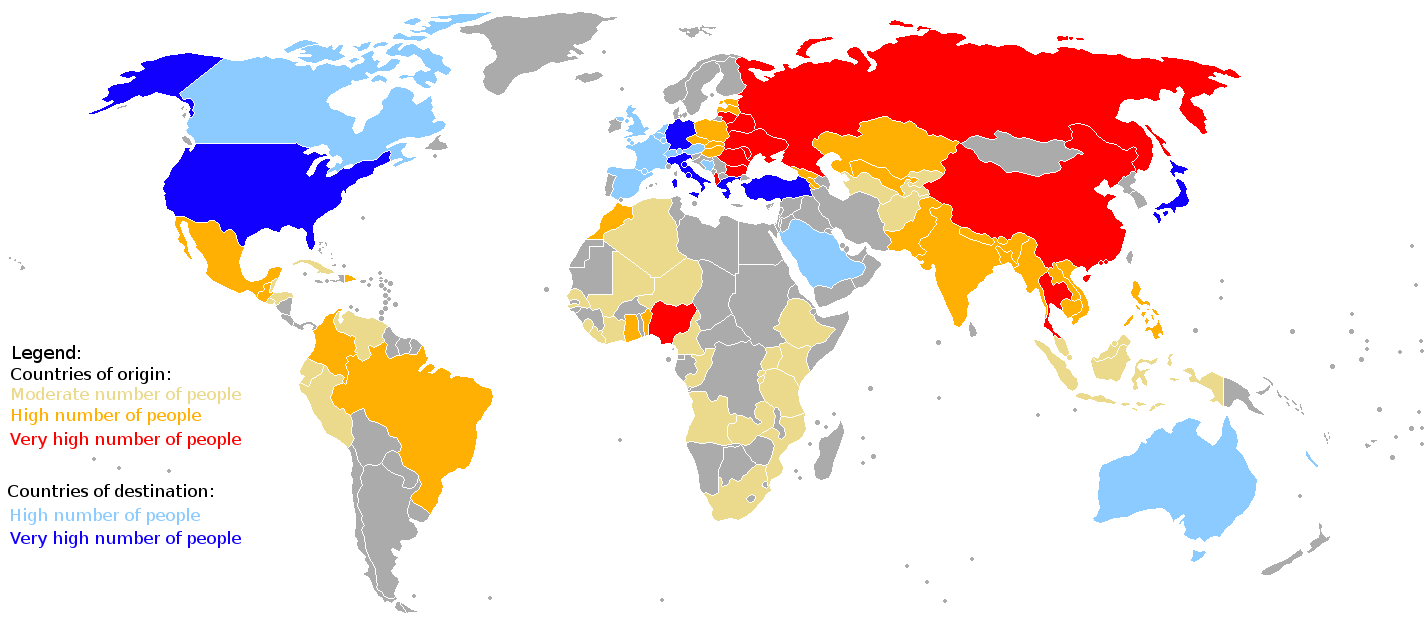
Країни-донори (червоний) і країни-реципієнти кримінальних потоків  (англ.)
Глобальна боротьба з торгівлею людьми (англ.)

## Гендерний стан
Статеве співвідношення (оцінка 2015 року):
- при народженні — 1,05 особи чоловічої статі на 1 особу жіночої;
- у віці до 14 років — 1,04 особи чоловічої статі на 1 особу жіночої;
- у віці 15—24 років — 1,04 особи чоловічої статі на 1 особу жіночої;
- у віці 25—54 років — 1,14 особи чоловічої статі на 1 особу жіночої;
- у віці 55—64 років — 1,16 особи чоловічої статі на 1 особу жіночої;
- у віці старше за 64 роки — 1,1 особи чоловічої статі на 1 особу жіночої;
- загалом — 1,09 особи чоловічої статі на 1 особу жіночої[1].

## Демографічні дослідження
Демографічні дослідження в країні ведуться рядом державних і наукових установ:

### Українською
- Атлас. 10—11 клас. Економічна і соціальна географія світу / упорядники :  О. Я. Скуратович, Н. І. Чанцева. — К. : ДНВП «Картографія», 2010. — ISBN 978-966-475-639-3.
- Атлас світу / голов. ред. І. С. Руденко ; зав. ред. В. В. Радченко ; відп. ред. О. В. Вакуленко. — К. : ДНВП «Картографія», 2005. — 336 с. — ISBN 9666315467.
- Безуглий В. В. Економічна і соціальна географія зарубіжних країн : Навчальний посібник. — К. : ВЦ «Академія», 2007. — 704 с. — ISBN 978-966-580-239-6.
- Безуглий В. В., Козинець С. В. Регіональна економічна і соціальна географія світу : Навчальний посібник. — видання 2-ге, доп., перероб. — К. : ВЦ «Академія», 2007. — 688 с. — ISBN 966-580-144-9.
- Головченко В. І., Кравчук О. Країнознавство: Азія, Африка, Латинська Америка, Австралія і Океанія. — К., 2006. — 335 с. — ISBN 966-8939-04-2.
- Гудзеляк І. І. Географія населення: Навчальний посібник / І. Гудзеляк. — Л. : Видавничий центр ЛНУ імені Івана Франка, 2008. — 232 с. — ISBN 978-966-613-599-8.
- Дахно І. І. Країни світу: Енциклопедичний довідник / І. І. Дахно, С. М. Тимофієв. — К. : Мапа, 2011. — 606 с. — (Бібліотека нового українця) — ISBN 978-966-8804-23-6.
- Дахно І. І. Економічна географія зарубіжних країн : навчальний посібник. — К. : Центр учбової літератури, 2014. — 319 с. — ISBN 978-611-01-0682-5.
- Джаман В. О. Регіональні системи розселення: демографічні аспекти. — Чернівці : Рута, 2003. — 392 с. — ISBN 9665685988.
- Дорошенко Л. С. Демографія: Навчальний посібник. — К. : МАУП, 2005. — 112 с. — ISBN 966-608-442-2.
- Дубович І. А. Країнознавчий словник-довідник. — 5-те вид., перероб. і доп. — К. : Знання, 2008. — 839 с. — ISBN 978-966-346-330-8.
- Економічна і соціальна географія країн світу. Навчальний посібник / За ред. Кузика С. П. — Л. : Світ, 2002. — 672 с. — ISBN 966-603-178-7.
- Загальна медична географія світу / В. О. Шевченко [та ін.] — К. : [б.в.], 1998. — 178 с.
- Ігнатьєв П. М. Країнознавство: Країни Азії. — Ч. : Книги-XXI, 2004. — 383 с. — ISBN 966-8029-53-4.
- Книш М. М., Мамчур О. І. Регіональна економічна і соціальна географія світу (Латинська Америка та Карибські країни, Африка, Азія, Океанія) : навч. посіб. — Л. : ЛНУ ім. Івана Франка, 2013. — 368 с. — ISBN 978-617-10-0007-0.
- Крисаченко В. С. Динаміка населення: Популяційні, етнічні та глобальні виміри. — К. : Видавництво Національного інституту стратегічних досліджень, 2005. — 368 с. — ISBN 966-554-083-1.
- Любіцева О. О., Мезенцев К. В., Павлов С. В. Географія релігій. — К. : АртЕК, 1999. — 504 с. — ISBN 966-505-006-0.
- Масляк П. О. Країнознавство. — К. : Знання, 2007. — 292 с. — (Вища освіта XXI століття)
- Масляк П. О., Дахно І. І. Економічна і соціальна географія світу / П. О. Масляк, І. І. Дахно ; за ред. П. О. Масляка. — К. : Вежа, 2003. — 280 с. — ISBN 966-7091-53-8.

### Російською
- (рос.) Бутан // Демографический энциклопедический словарь / главн. ред. Валентей Д. И. — М. : Советская энциклопедия, 1985. — 608 с.
- (рос.) Бутан // Страны и народы. Зарубежная Азия. Южная Азия / Редкол. : отв. ред. Ю. В. Ганковский, П. В. Куцобин, Г. В. Сдасюк. — М. : «Мысль», 1982. — 253 с. — (Страны и народы) — 180 тис. прим.
- (рос.) Атлас народов мира / Отв. ред. С. И. Брук и В. С. Апенченко. — М. : ГУГК ГГК СССР и Институт этнографии им. Н. Н. Миклухо-Маклая АН СССР, 1964. — 185 с. — 20 тис. прим.
- (рос.) Численность и расселение народов мира. Этнографические очерки / под ред. С. И. Брука. — М. : Издательство АН СССР, 1962. — 487 с.
- (рос.) Лаппо Г. М. География городов: Учебное пособие для географических факультетов вузов. — М. : Туманит, изд. центр ВЛАДОС, 1997. — 476 с. — ISBN 5-691-00047-0.
- (рос.) Ягельский А. География населения. — М. : Прогресс, 1980. — 383 с.